# Ashikaga, Tochigi
Ashikaga (足利市 Túc Lợi thị) là một thành phố thuộc tỉnh Tochigi, Nhật Bản.